# Estación de Télégraphe
Télégraphe es una estación de la línea 11 del metro de París situada en el límite de los distrito XIX y XX al este de la ciudad en el barrio de Belleville.

## Historia
Fue inaugurada el 28 de abril de 1935 como casi toda las estaciones de la línea 11.
Situada no muy lejos de la calle du Télégraphe, debe su nombre al telégrafo óptico que inventó Claude Chappe en 1794.

## Descripción
Se compone de dos vías separadas por una pared que sirve de apoyo central a la bóveda dada la inestabilidad del terreno en el que se encuentra la estación y de dos andenes laterales de 75 metros de longitud. Dada la profundidad de la estación, (20 metros), llegar hasta ella implica descender unas tortuosas escaleras.
La estación está revestida con los clásicos azulejos blancos biselados del metro parisino, con la única excepción del zócalo. Los paneles publicitarios emplean un fino marco dorado con adornos en la parte superior.  
La señalización por su parte usa la tipografía CMP donde el nombre de la estación aparece sobre un fondo de azulejos azules en letras blancas. Por último, los asientos de la estación son los modernos Coquille o Smiley, unos asientos en forma de cuenco inclinado para que parte del mismo pueda usarse como respaldo y que poseen un hueco en la base en forma de sonrisa. Los mismos están presentes en un único color, el amarillo.